# Titularbistum Siraces
Siraces (ital.: Sirace) war ein Titularbistum der römisch-katholischen Kirche, das 1947 aufgelöst wurde und zurückging auf ein erloschenes Bistum im Bereich des modernen Armeniens.
| Titularbischöfe von Siraces |                        | |                    |                  |
| Nr.                         | Name                   | Amt | von                | bis              |
| 1                           | Edoardo Hurmuz         | | 10. September 1847 | 26. Oktober 1876 |
| 2                           | Rocco Cocchia OFMCap   | Apostolischer Delegat in der Dominikanischen Republik, Haiti und Venezuela | 15. Juli 1878      | 9. August 1883   |
| 3                           | Adam Charles Claessens | Apostolischer Vikar von Batavia (Niederländisch-Indien) | 4. Januar 1884     | 10. Juli 1895    |
| 4                           | Filippo Cortesi        | 21. August 1921–November 1926 Apostolischer Nuntius in Venezuela November 1926 – 24. Dezember 1936 Apostolischer Nuntius in Argentinien und Paraguay 24. Dezember 1936–1. Februar 1947 Apostolischer Nuntius in Polen | 13. Juni 1921      | 1. Februar 1947  |